# Bétous
Bétous település Franciaországban, Gers megyében. Lakosainak száma 72 fő (2022. január 1.). Bétous Bouzon-Gellenave, Loubédat, Sabazan, Sion és Sorbets községekkel határos.

## Népesség
A település népességének változása:
| Lakosok száma | 94   | 53   | 55   | 84   | 96   | 95   | 88   | 76   | 73   | 72   |
|               | 1968 | 1982 | 1990 | 2006 | 2013 | 2015 | 2017 | 2019 | 2020 | 2022 |